# Skeletons
A Skeletons (magyarul: Csontvázak) az azeri–ukrán Dihaj dala, mellyel Azerbajdzsánt képviselte a 2017-es Eurovíziós Dalfesztiválon, Kijevben. A dal belső kiválasztás során nyerte el az eurovíziós indulás jogát.

## Eurovíziós Dalfesztivál
A dalt a 2017. március 11-én mutatták be nyilvánosan.
A dalt az Eurovíziós Dalfesztiválon először a május 9-i első elődöntőben adta elő, fellépési sorrendben nyolcadikként a Finnországot képviselő Norma John Blackbird című dala után és a Portugáliát képviselő Salvador Sobral Amar pelos dois című dala előtt. Az elődöntőből a nyolcadik helyen jutott tovább a május 13-i döntőbe, ahol fellépési sorrendben tizenkettedikként lépett fel a Portugáliát képviselő Salvador Sobral Amar pelos dois című dala után és a Horvátországot képviselő Jacques Houdek My Friend című dala előtt. A pontozás során a zsűri szavazáson összesítésben a tizenkettedik helyen végzett 78 ponttal (Olaszországtól és Portugáliától maximális pontot kapott), míg a nézői szavazáson a tizenegyedik helyen végzett 42 ponttal (Grúziától maximális pontot kapott), így összesítésben 120 ponttal a verseny tizennegyedik helyezettje lett.
A következő azeri induló Aisel X My Heart című dala volt a 2018-as Eurovíziós Dalfesztiválon.